# Криворожская агломерация
Криворо́жская агломера́ция (укр. Криворізька агломерація) — агломерация в центральной и южной частях Украины с центром в городе Кривой Рог.

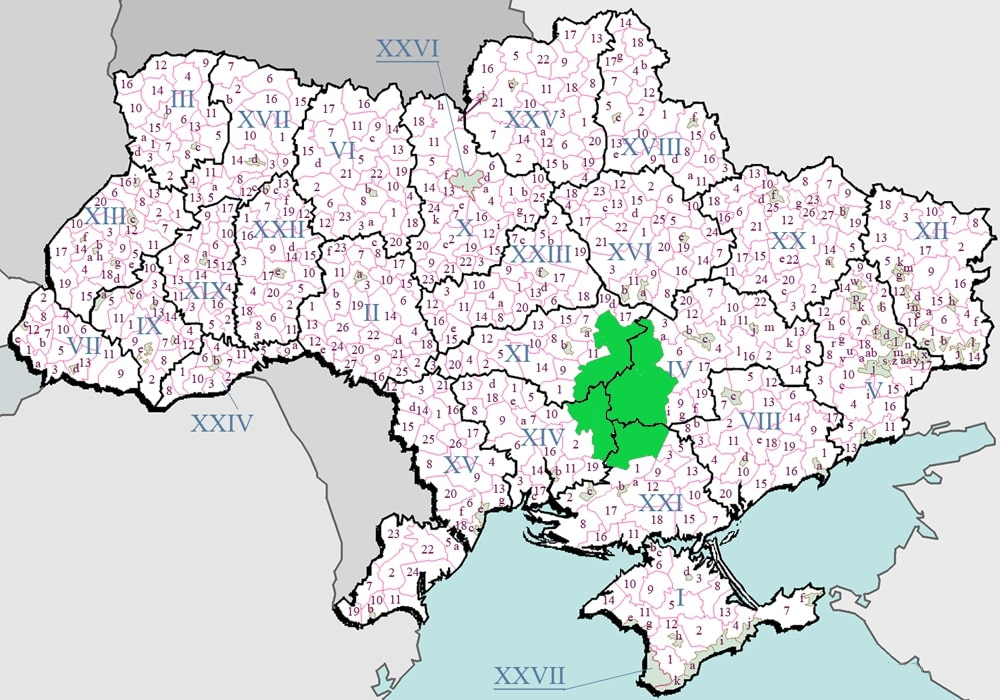
Криворожская агломерация на карте Украины

## Характеристика
На 2019 год население агломерации составляло 1 170 953 человек.
Площадь: 19,839 км².
Густота населения: 59,02 чел/км².
Экономическая специализация: чёрная металлургия, горнорудная (добыча и обогащение руды для металлургии, атомной энергетики), коксохимия, тяжёлое машиностроение, лёгкая, пищевая промышленность, сельское хозяйство.

### Состав
- Города:
  - Кривой Рог
  - Александрия
  - Жёлтые Воды
  - Пятихатки
  - Долинская
  - Апостолово
  - Новый Буг
  - Зеленодольск
- Посёлки:
  - Архангельское
  - Березнеговатое
  - Великая Александровка
  - Высокополье
  - Казанка
  - Николаевка
  - Нововоронцовка
  - Петрово
  - Радушное
  - Софиевка
  - Устиновка
  - Широкое